# 哈迪布
哈迪布（阿拉伯语：‎）原名塔姆利达（阿拉伯语：‎），是也门索科特拉岛北海岸的一座城镇，亦是索科特拉省的首府、整个索科特拉群岛的最大城镇，2004年普查共有8,545人。索科特拉省下辖两区，哈迪布也是其中位于东部的希达伊布区的首府。畜牧业是当地居民的主要生活来源。
2018年5月3日, 因於也門內戰以致其政局不穩, 阿聯酋軍隊佔領該島, 並控制了島上機場和哈迪布。
1. ↑  . The Washington Post.   [2019-08-24]. （原始内容存档于2018-05-08）.